# Monique Garbrecht

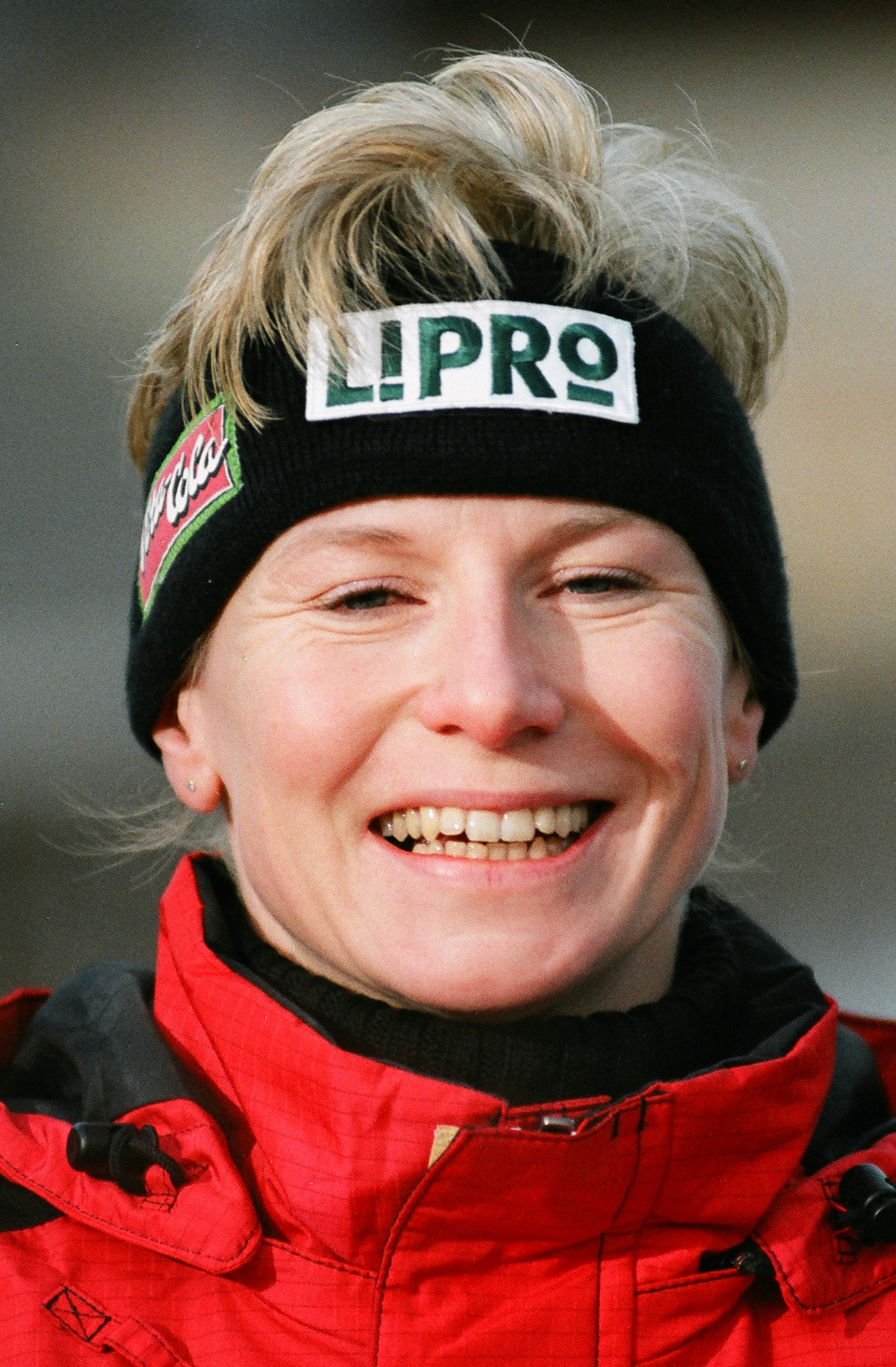
Monique Garbrecht

Monique Garbrecht (Potsdam, 11 december 1968) is een Duitse oud-langebaanschaatsster. Ze is  opgegroeid in Kleinmachnow nabij Berlijn en Halle. In Berlijn zette zij haar eerste schreden op het ijs, bij de Berliner Turn- und Sportclub. Garbrecht was gespecialiseerd in de sprint.

## Carrière
De Duitse begon met schaatsen in 1979 en startte oorspronkelijk als all-rounder. Na een blessure is ze zich gaan toeleggen op de sprint. In 1991 werd ze wereldkampioen sprint en in 1992 haalde ze een bronzen medaille op de Olympische Spelen in Albertville.
Door de val van de Muur en dientengevolge de samenvoeging van de schaatsteams van de Bondsrepubliek en de DDR, stopte de ontwikkeling van Garbrecht. Na de Olympische Spelen in Hamar ('94) besloot ze te stoppen met schaatsen. Ze bedacht zich in 1996 en besloot te proberen om zich te plaatsen voor Nagano. Vanaf 2002 trainde Garbrecht bij trainer Bart Schouten. 
Garbrecht werd vijfmaal wereldkampioen sprint, tweemaal wereldkampioene op de 500 meter, behaalde een bronzen olympische medaille op de 1000 meter in Albertville en een zilveren op de 500 meter tijdens de Spelen van 2002 in Salt Lake City. Ze wist twee keer het wereldrecord op de 1000 meter te verbeteren.
Op 1 december 2005, negen weken voor aanvang van de Olympische Winterspelen in Turijn, besloot Garbrecht op 36-jarige leeftijd een punt achter haar loopbaan te zetten en kondigde ze aan aan een nieuw hoofdstuk in haar leven toe te zijn. 

## Records

### Persoonlijke records
| Afstand    | Tijd    | Datum            | Baan           |
| ---------- | ------- | ---------------- | -------------- |
| 500 meter  | 37,34   | 13 februari 2002 | Salt Lake City |
| 1000 meter | 1.14,13 | 10 maart 2001    | Salt Lake City |
| 1500 meter | 1.56,96 | 16 maart 2001    | Calgary        |
| 3000 meter | 4.25,47 | 20 maart 1987    | Alma-Ata       |
| 5000 meter | 7.54,10 | 21 maart 1987    | Alma-Ata       |

### Wereldrecords
| Nr. | Afstand        | Tijd    | Datum               | Baan           |
| --- | -------------- | ------- | ------------------- | -------------- |
| jr1 | 3000 m         | 4.25,47 | 20 maart 1987       | Medeo          |
| jr2 | 1500 m         | 2.06,24 | 21 maart 1987       | Medeo          |
| 1   | 1000 meter     | 1.14,13 | 21 februari 1999    | Calgary        |
| 2   | sprintvierkamp | 151,605 | 20/21 februari 1999 | Calgary        |
| 3   | 1000 meter     | 1.14,13 | 10 maart 2001       | Salt Lake City |
| 4   | sprintvierkamp | 149,305 | 11/12 januari 2003  | Salt Lake City |

## Resultaten
| jaar | WK Sprint | WK Afstanden     | Olympische Spelen          | WK Junioren |
| ---- | --------- | ---------------- | -------------------------- | ----------- |
| 1985 |           |                  |                            | Brons       |
| 1986 |           |                  |                            | Goud        |
| 1987 |           |                  |                            | Goud        |
| 1988 |           |                  |                            |             |
| 1989 | 8e        |                  |                            |             |
| 1990 | 6e        |                  |                            |             |
| 1991 | Goud      |                  |                            |             |
| 1992 | 4e        |                  | 4e 500m · 1000m · 5e 1500m |             |
| 1993 | 14e       |                  |                            |             |
| 1994 | 6e        |                  | 6e 500m 5e 1000m           |             |
| 1995 | 5e        |                  |                            |             |
| 1996 |           |                  |                            |             |
| 1997 | 13e       | 7e 500m          |                            |             |
| 1998 | 9e        | 6e 500m 4e 1000m | 8e 500m                    |             |
| 1999 | Goud      | 5e 500m · 1000m  |                            |             |
| 2000 | Goud      | 500m · 1000m     |                            |             |
| 2001 | Goud      | 500m · 1000m     |                            |             |
| 2002 | 4e        |                  | 500m · 6e 1000m            |             |
| 2003 | Goud      | 500m · 6e 1000m  |                            |             |
| 2004 | 5e        | 7e 500m 7e 1000m |                            |             |
| 2005 | 9e        | 6e 500m          |                            |             |
| 2006 |           |                  |                            |             |